# Albany (Sydafrika)
 Der er for få eller ingen kildehenvisninger i denne artikel, hvilket er et problem. Du kan hjælpe ved at angive troværdige kilder til de påstande, som fremføres i artiklen.

 For alternative betydninger, se Albany. (Se også artikler, som begynder med Albany)
Albany i Sydafrika (også kendt som Cape Borders, Cape Frontier, Settler Country og Western Region) var et distrikt i Eastern Cape i Sydafrika. Området var kendt som Zuurveld af migrerende boere sent i 1700–tallet. ANC–regeringen slog Albany sammen med den store townshipet Alice som kommuneområdet Cacadu
Regionen, med undtag af townshipet Alice, er for det meste beboet af anglo–afrikanere og afrikanere. Eastern Cape er ellers domineret af xhosaerne.